# 石黒武彦
石黒 武彦（いしぐろ たけひこ、1938年5月7日 - ）は大阪府出身の科学者、専門は超伝導体物理学（特に有機超伝導体）、低次元物質物性学、半導体物理学、超音波による物性研究などの物性物理学、ならびに科学技術社会学。

## 人物
1966年京都大学大学院工学研究科電子工学専攻博士課程単位取得退学後、工業技術院電気試験所および電子技術総合研究所の研究員、研究部長を経て、京都大学理学部教授となり、2002年同学の名誉教授となった（63歳）。続いて、2003年同志社大学ヒューマン・セキュリティ研究センターのフェロー（教授）に就任し、2008年退職。
大学院では田中哲郎教授の下で、元素半導体セレンとテルルの単結晶を作成し、機械共振法と超音波増幅実験によって、それぞれに圧電効果があることを示し、イオン性がなくても（共有結合系であっても）圧電性を示すことを明らかにした。電子技術総合研究所では、超音波による物性研究、半導体の物性研究、有機金属・超伝導体の研究に従事。半導体における超音波スピン共鳴の観測に成功したほか、有機超伝導体 (ET) 2I3で超伝導転移温度が8Kまで上昇することを見出しその後の有機超伝導体研究に弾みをつけた。京都大学に転任後は、低次元物質物性学に関する研究と教育に従事、導電性高分子、特に、ポリアセチレンならびにポリピロールの極低温における金属伝導性の解明、高い転移温度を持つ有機超伝導体の物性研究、極低温強磁場で実現される超異方性物性分野を開拓。同志社大学では、科学技術と人間社会の関わり、特に、科学技術には人間の安心・安全の確保、すなわち安全保障（ヒューマン・セキュリティ）を脅かすデメリットが存在することを視野に、今後の科学技術のあり方について研究した。

## 履歴
- 1957年 大阪府立高津高等学校 卒業
- 1961年 京都大学工学部電子工学科 卒業
- 1966年 京都大学大学院工学研究科電子工学専攻博士課程単位取得退学
- 1966-1976年 電気試験所物理部 研究員
- 1970-1971年 ブラウン大学物理学部 研究員
- 1976-1980年 電子技術総合研究所基礎部 固体物性研究室長
- 1980-1983年 同基礎部 低温物理研究室長
- 1983-1988年 同 基礎部長
- 1988-1995年 京都大学理学部 教授（物理学教室）
- 1995-2002年 京都大学大学院理学研究科 教授（物理学・宇宙物理学専攻）
- 2002年 - 京都大学 名誉教授
- 2002-2003年 パリ南大学固体物理学研究所 客員教授、ソウル国立大学物理学部 客員教授
- 2003-2008年 同志社大学研究開発推進機構 専任フェロー

## 著書
- Organic Superconductors (Springer-Verlag)　（共著）
- 科学の社会化シンドローム（岩波書店）